# Gare de Paray-le-Monial
Ne doit pas être confondu avec Gare de Paray-Douaville.
La gare de Paray-le-Monial est une gare ferroviaire française des lignes : de Moulins à Mâcon, du Coteau à Montchanin et de Paray-le-Monial à Givors-Canal. Elle est située sur le territoire de la commune de Paray-le-Monial, dans le département de  Saône-et-Loire en région Bourgogne-Franche-Comté.
Mise en service en 1867 par la Compagnie des chemins de fer de Paris à Lyon et à la Méditerranée (PLM), c'est une gare de la Société nationale des chemins de fer français (SNCF) desservie par des trains du réseau TER Bourgogne-Franche-Comté.

## Situation ferroviaire
Établie à 250 mètres d'altitude, la gare de Paray-le-Monial est située au point kilométrique (PK) 66,956 de la ligne de Moulins à Mâcon, entre la gare de Digoin (ouverte) et la gare de Charolles (fermée, car située sur la partie de la ligne qui est déclassée). Gare de bifurcation, elle est également située au PK 59,095 de la ligne du Coteau à Montchanin, entre la gare de Saint-Yan (fermée, car située sur la partie de ligne déclassée) et la gare de Génelard, ouverte. Elle est séparée de cette dernière par les gares aujourd'hui fermées de La Gravoine et Palinges. Elle est également l'origine de la ligne de Paray-le-Monial à Givors-Canal (PK 0,000), la première gare ouverte étant celle de La Clayette - Baudemont, précédée par celles, fermées, de Lugny-lès-Charolles, Saint-Julien - Changy et Dyo.

## Histoire

### Gare PLM (1867-1938)
La gare de Paray-le-Monial est mise en service le 16 septembre 1867 par la Compagnie des chemins de fer de Paris à Lyon et à la Méditerranée (PLM), lorsqu'elle ouvre à l'exploitation la section de Montceau-les-Mines à Digoin de sa ligne de Chagny à Moulins.
En 1880, le PLM installe en gare un dépôt de fret comprenant 140 locomotives et 300 chauffeurs et mécaniciens.
La préparation de l'arrivée de la ligne de Roanne à Paray-le-Monial nécessite l'engagement d'importants travaux en 1881, notamment : « un allongement du bâtiment voyageurs exécuté symétriquement et de chaque côté, sur 23 m de longueur, avec ailes en retour sur la cour extérieure. Cet agrandissement permettra d'installer dans ce bâtiment un buffet et une buvette » ; des constructions : « un quai à bestiaux, une remise pour les machines des Dombes, une chaufferie pour bouillottes et de nouveaux cabinets d'aisances » ; À l'intérieur de la gare le faisceau de voies est complété et modifié ce qui nécessite la suppression du passage à niveau de la route départementale 16, elle même déviée, sur le parcours du chemin vicinal 78, pour traverser les voies par un passage souterrain. Le chantier est quasi terminé en 1883, seules quelques modifications de voies restent à réaliser. En 1887, la sécurité est améliorée avec la pose d'appareils d'enclenchement au poste n° 1.
Au début des années 1890, le Conseil Général réclame que l'éclairage au gaz soit installée en gare. Le ministre des travaux publics répond que la question a été examinée et que le remplacement de l'éclairage au pétrole par celui au gaz nécessite un surcout de dépense annuelle d'environ 2 000 francs qui ne semble pas justifié. La Compagnie indique qu'elle ne serait pas opposée à cette amélioration si la Société du gaz du Sud-Est accepte, lors du renouvellement du marché, un prix de 20 centimes le mètre cube au lieu des 25 centimes actuels. En attendant, la gare doit améliorer son éclairage en allumant : 13 lampes, au lieu de 5, sur le quai adjacent au BV, et 5 lampes, au lieu de 3 sur le quai de la voie 2. Cette même année un abri métallique est installé sur le quai central. En 1891, le PLM, ayant obtenu une réduction du coût d'achat du mètre cube de gaz, demande l'autorisation d'installer l'éclairage au gaz dans la gare. Cette demande est acceptée par le ministre des travaux publics. En 1892, de nouveaux disques jaunes sont installés.
En 1894, le Conseil général est interpellé par une pétition, concernant le transport par chemin de fer des bestiaux vivants destinés au marché de Paris, signées par des propriétaires éleveurs, des fermiers, des marchands et commissionnaires. Pour le confort des animaux nécessaire à leur qualité marchande à Paris, ils demandent notamment un aménagement des horaires des trains au départ de la gare de Paray-le-Monial « qui centralise les expéditions de la région ».
Le 6 septembre 1900, elle devient l'origine de la ligne de Paray-le-Monial à Givors, lors de l'ouverture à l'exploitation de la première section de Paray-le-Monial à Lozanne. En 1911, la gare figure dans la Nomenclature des gares stations et haltes du PLM. C'est une gare : de la 5e section de la ligne PLM de Roanne à Montchanin, située entre la gare de Saint-Yan et la gare de La Gravoine ; et à l'origine  de la ligne de Paray-le-Monial à Givors, avant la gare de Lugny-les-Charolles. Elle peut recevoir des dépêches privées, elle est ouverte au service complet de la grande vitesse et au service complet de la petite vitesse.

La gare au début des années 1900
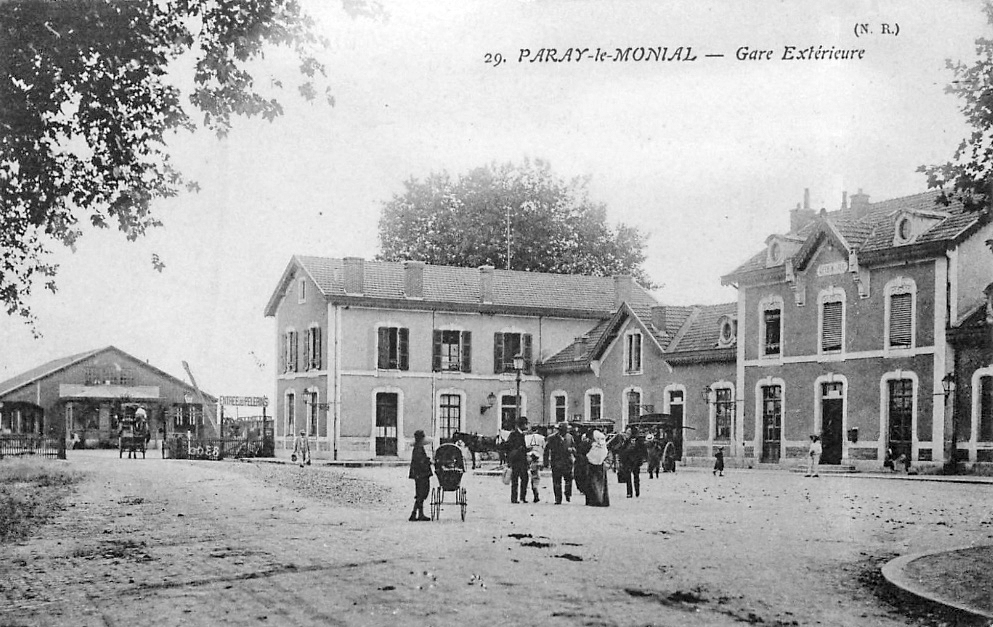
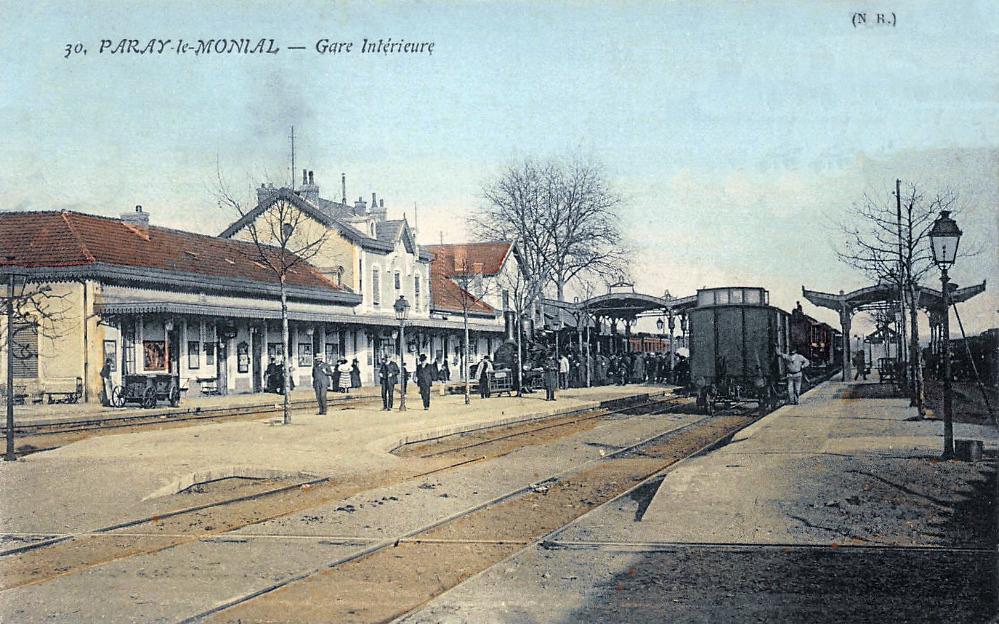
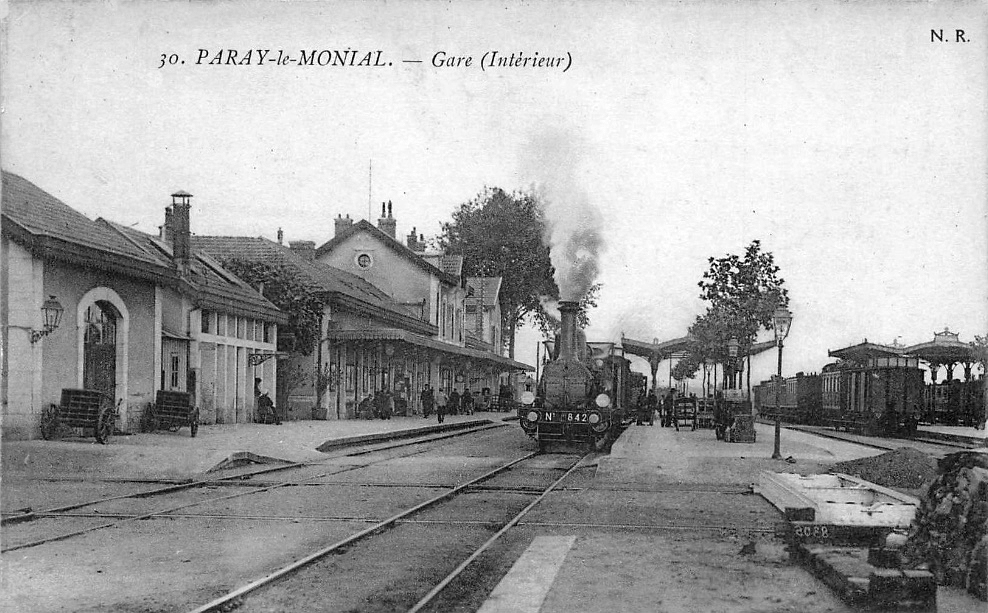

### Gare SNCF (depuis 1938)
La section de Paray-le-Monial à Cluny, de la ligne de Moulins à Mâcon, est fermée au service des voyageurs le 15 mai 1939, néanmoins un service voyageurs fonctionne, pendant la Seconde Guerre mondiale, du mois de décembre 1943 à l'été 1947. La fermeture du service des marchandises entre Paray-le-Monial et Charolles intervient le 1er juin 1987.
Paray-le-Monial était desservie par l'aller-retour TER entre Orléans et Lyon (via Nevers) jusqu'en 2017, désormais limité au trajet Nevers - Lyon, la région Centre ne souhaitant pas conserver ce train sur son territoire.

## Service des voyageurs

### Accueil
Gare SNCF, elle dispose d'un bâtiment voyageurs (ouvert 7/7) avec guichets ouverts du lundi au vendredi (fermés le week-end depuis l’été 2019).

### Dessertes
Paray-le-Monial est desservie par des trains du réseau TER Bourgogne-Franche-Comté : Tours-Nevers-Paray-Lyon ; Nevers-Paray-Lyon ; Montchanin-Paray-le-Monial (omnibus) ; et Montchanin-Paray-Clermont--Ferrand.
Voici les fréquences des dessertes des trains au 25 décembre 2024 :
- Du lundi au vendredi, 11 allers vers Montchanin, 4 allers vers Lyon, 1 aller vers Tours, 2 allers vers Nevers, 1 aller vers Clermont-Ferrand
- Le samedi, 6 allers vers Montchanin, 3 allers vers Lyon, 1 aller vers Tours, 1 aller vers Nevers, 1 aller vers Clermont-Ferrand
- Le dimanche et jours fériés, 6 allers vers Montchanin, 3 allers vers Lyon, 1 aller vers Tours, 1 aller vers Nevers

Installations et desserte
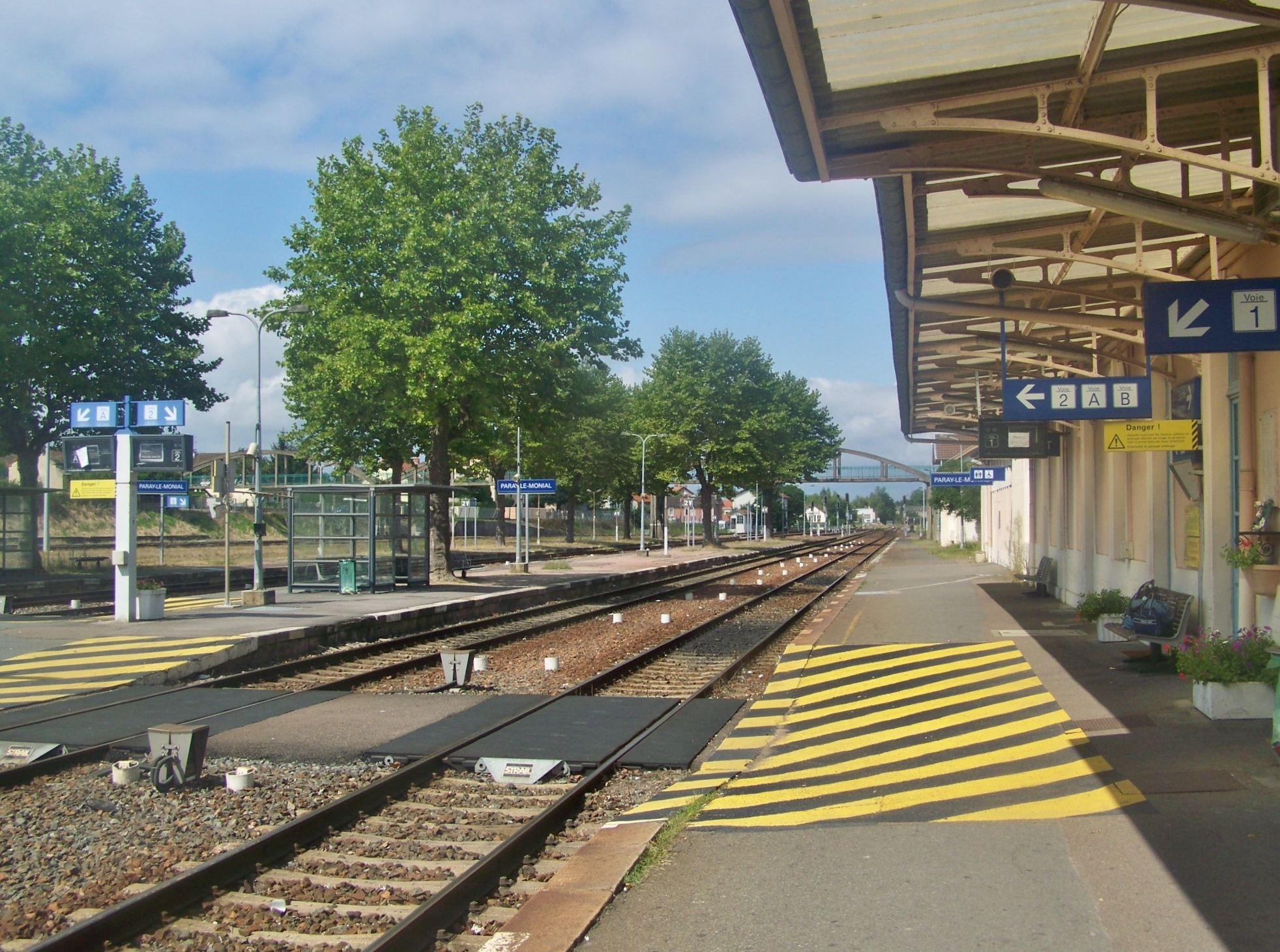
2008.
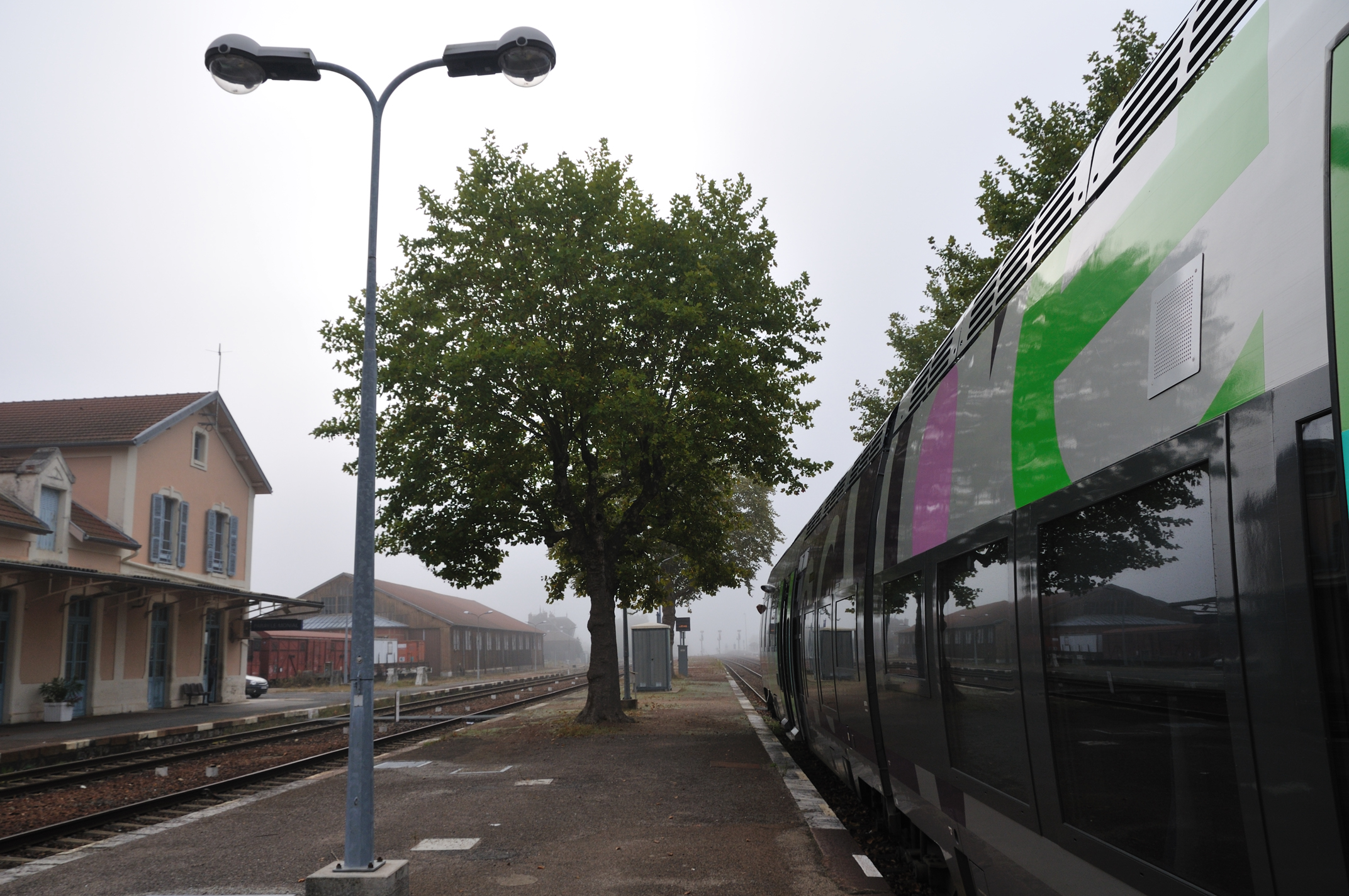
2009.
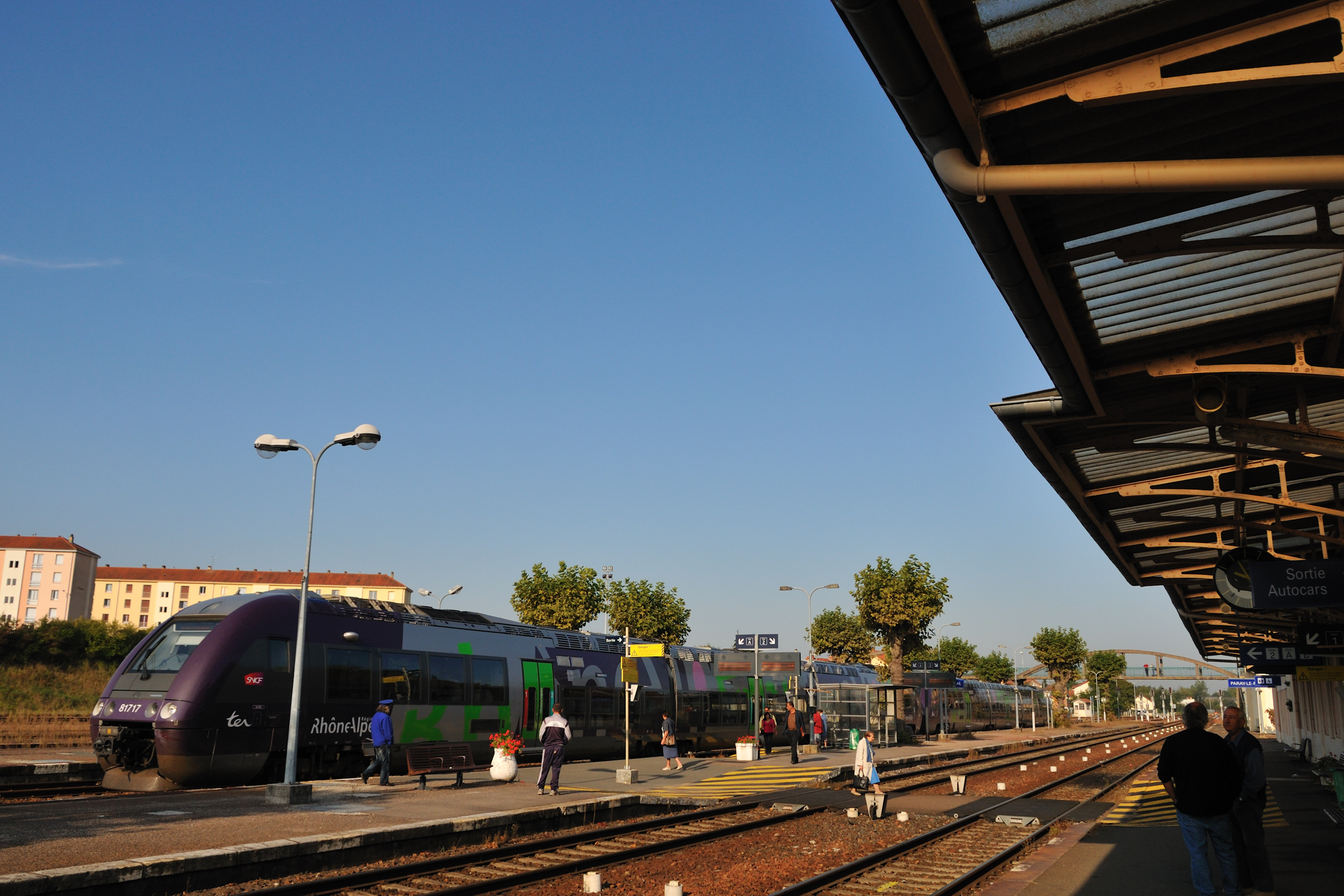
2010.

### Intermodalité
Un arrêt de bus urbain du PLM est situé dans la cour de la gare. La gare est également desservie par les autocars du réseau TER Bourgogne-Franche-Comté de la ligne Digoin - Paray-le-Monial - Chauffailles - Lozanne et de la ligne Paray-le-Monial - Moulins-sur-Allier, toutes les deux étant en complément de la ligne ferroviaire Nevers - Lyon. Enfin, la ligne X13 d'autocars de la région Auvergne-Rhône-Alpes circulant entre Le Coteau, Roanne et Le Creusot TGV dessert la gare.

## Service des marchandises
Cette gare est ouverte au service du fret.